# Långhalmen
Långhalmen är en sjö i Färgelanda kommun i Dalsland som ingår i Göta älvs huvudavrinningsområde. Sjön är 10 meter djup, har en yta på 2,24 kvadratkilometer och befinner sig 77,1 meter över havet. Sjön avvattnas av vattendraget Dalbergsån (Flagerån).

## Delavrinningsområde
Långhalmen ingår i delavrinningsområde (649161-128229) som SMHI kallar för Utloppet av Långhalmen. Medelhöjden är 92 meter över havet och ytan är 26,53 kvadratkilometer. Räknas de 2 avrinningsområdena uppströms in blir den ackumulerade arean 77,88 kvadratkilometer. Dalbergsån (Flagerån) som avvattnar avrinningsområdet har biflödesordning 2, vilket innebär att vattnet flödar genom totalt 2 vattendrag innan det når havet efter 193 kilometer. Avrinningsområdet består mestadels av skog (59 procent) och sankmarker (15 procent). Avrinningsområdet har 2,24 kvadratkilometer vattenytor vilket ger det en sjöprocent på 8,4 procent.